# Gundapura, Gauribidanur
Gundapura là một làng thuộc tehsil Gauribidanur, huyện Kolar, bang Karnataka, Ấn Độ.